# Madzun
El Madzun (denominado en armenio matsun մածուն) o matsoni (en georgiano: მაწონი), conocido en Japón como yogur del Mar Caspio, es un producto elaborado con leche fermentada, de origen armenio, ampliamente distribuido en las cocinas de los pueblos del Cáucaso. Se trata de un yogur a base de leche fermentada que suele tomarse como desayuno. Se puede elaborar con leche, yogur y crema de leche. Este tipo de yogur a veces se saboriza con ajo picado. El madzun suele acompañar a veces el Shish Kebab.

## Procedimientos
Hervir la leche sobre fuego moderado y colocar en un recipiente para que se entibie hasta llegar a los 40°. En países templados no es necesario usar la leche tibia.
Aparte mezclar madzun o matsoni con un poco de leche hasta tener una mezcla homogénea y lisa, luego colocarla lentamente en el recipiente con la leche tibia; cubrir con un toallón y un repasador pesados para conservar el calor.
Los microorganismos aportados fermentarán la lactosa, acidificando y espesando el producto. Al tratarse de microorganismos mesófilos es suficiente incbar a unos 20-25 °C.
Después de 8-24 horas, dependiendo del grado de acidez deseado, el yogur está listo y debe haber espesado, llegando a la consistencia de un budín. Guardar después en la heladera para que se enfríe antes de utilizarlo. El yogur puede ser conservado por algunos días en la heladera antes de que se torne ácido. Antes de consumirlo completamente, los aconsejó conservar por lo menos 100cc en la heladera, para utilizar como yogur activo en la preparación de otras veces.